# ESO 146-5
ESO 146-5（ESO 146-IG 005）是在阿貝爾3827星系團中心一群交互作用中的巨型橢圓星系。這個集團由於其強大的重力透鏡效應而受到注意。

## 物理性質
這個交互作用中的星系群是在離14億光年的阿貝爾3827星系團的中心被發現的，一個巨大的星暈環繞著這個交互作用中的核心。這個集團被認為有著巨大的質量聚集，因此擁有巨大的引力。這個集團不尋常的形狀，被認為是多次較小的星系多次碰撞，結果形成了每個核，然後這些核合併成為一個巨大的橢圓星系。

## 質量
雙子南望遠鏡的觀測顯示ESO 146-5對兩個星系有重力透鏡效應，一個星系距離27億光年，另一個距離51億光年。使用愛因斯坦的廣義相對論，測得這組星系群的質量大約是30兆太陽質量，使它成為宇宙中已知質量最大的星系群。